# 卜骨・卜甲

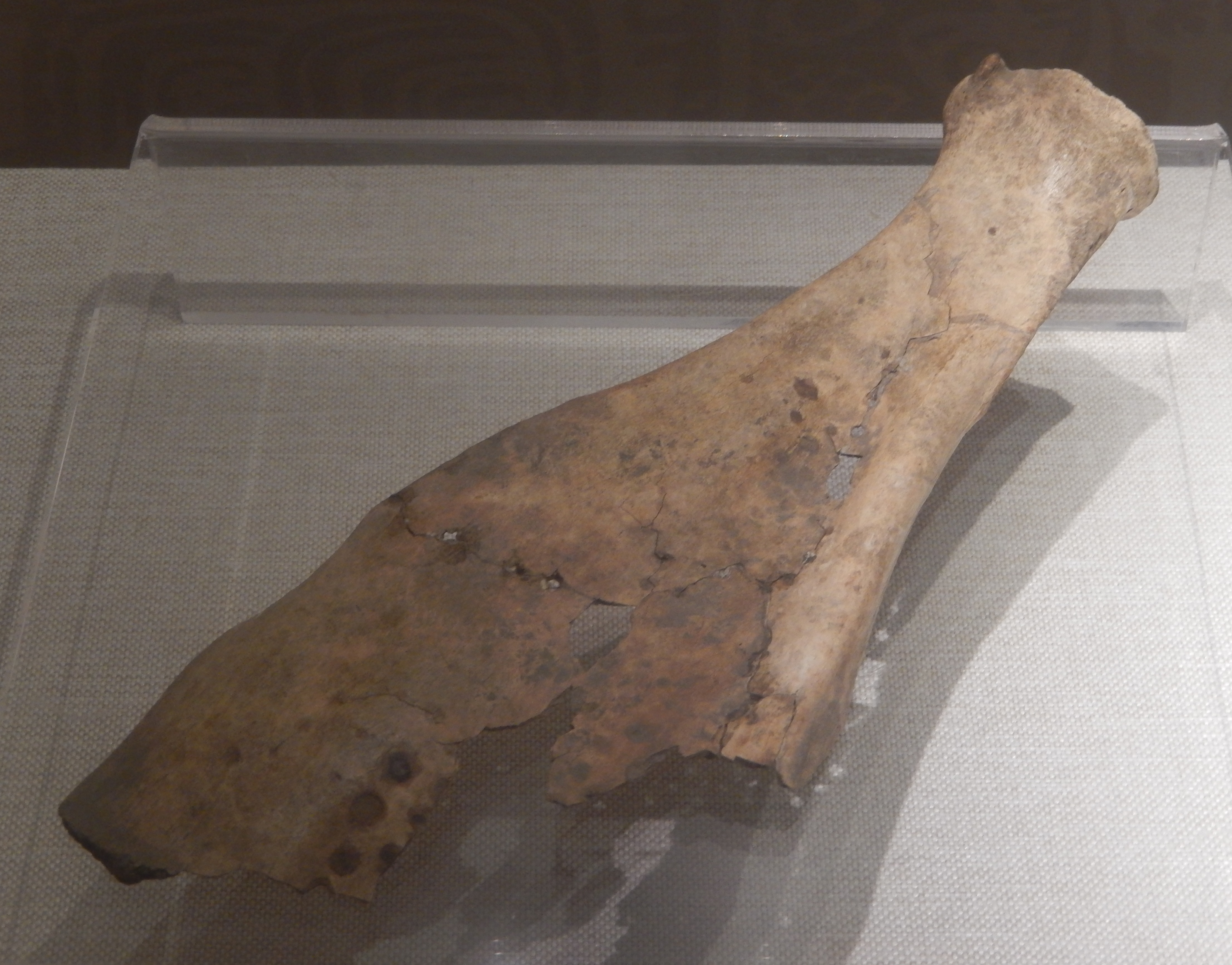
中国・殷王朝時代の卜骨（鄭州商城遺跡出土）

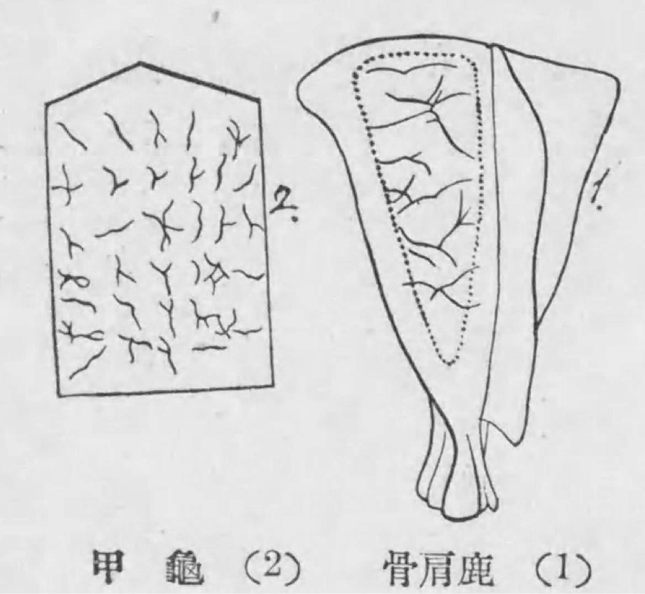
亀の甲羅（左）と鹿の肩甲骨（右）の図

卜骨・卜甲（ぼっこつ・ぼっこう）、あるいは甲骨（こうこつ）は、鹿・猪などの獣骨や、亀の甲羅に傷を付けて火で焼き、亀裂の入り方で吉凶を判断する占術（太占=骨卜・亀卜）において、それらに用いられた獣骨・亀甲のこと。日本列島では弥生時代から古墳時代・古代（奈良時代・平安時代）にかけての祭祀系考古資料（遺物）として各地の遺跡から出土する。中国大陸では、しばしば甲骨文字が刻まれている。

## 概要
『三国志』「東夷伝倭人条」（魏志倭人伝）の倭人の占術に関する記述として、「其の俗挙事往来に、云為する所有れば、輒ち骨を灼きて卜し、もって吉凶を占い、先ず卜する所を告ぐ。其の辞は令亀の法の如く、火坼を視て凶を占う」とあり、文献史料から日本列島における太占（ふとまに）=骨卜（こつぼく）は弥生時代には行われていた事が知られる。江戸時代になると、古代の骨卜・亀卜についての研究が始まり、伴信友は、1844年（天保15年）に執筆した『正卜考』で、卜占の所作を復元し、「太占（ふとまに）」の語が本来は鹿の獣骨（卜骨）を用いる骨卜を示しており、亀の甲羅（卜甲）を用いる亀卜に先行すると指摘した。
考古資料では、太平洋戦争後まで遺跡から実際に卜骨・卜甲が出土する事例が少なく実態が不明なままだったが、1948年（昭和23年）から1949年（昭和24年）に赤星直忠らが神奈川県三浦市の海蝕洞穴群である毘沙門洞穴（洞窟）や大浦山洞穴（洞窟）・間口洞穴（洞窟）で卜骨・卜甲を発見し、1976年（昭和51年）の神澤勇一による研究を嚆矢として考古学分野でも研究が行われるようになった。なお鹿・猪骨の卜骨は、神奈川県三浦半島（逗子市の池子遺跡群・三浦市の間門洞穴など）や東京湾沿岸部、千葉県外房沿岸にかけての南関東での出土例が多い。
日本列島へは、弥生時代に中国大陸から朝鮮半島経由で伝わったとする説と、朝鮮半島北部の北方狩猟民の狩猟文化の一部が伝わったとする2説が提唱されている。日本列島の遺跡から出土する卜骨は、多くは鹿・猪の肩甲骨で、稀にイルカや野兎の例もある。骨の表面に数ミリメートルの灼痕が10数個つけられており、火箸のような金属棒を押し付けた痕跡と考えられている。鳥取県の青谷上寺地遺跡や奈良県の唐古・鍵遺跡などの例のように弥生時代前期に出現し、古墳時代前期にかけて多くの出土例がある。古墳中期に一時減少するが、古墳後期から再び増え始め、牛や馬の骨も使われるようになる。海亀の甲羅を用いる卜甲は、鹿・猪の卜骨よりも後に出現し、神奈川県三浦市の間口洞穴から出土した6世紀のものが現状最古とされる。
これら卜骨・卜甲の出土する遺跡分布と、伊豆・壱岐・対馬など、卜占に従事した氏族である卜部氏（占部氏）の居住地域の分布には、対応関係があると指摘する意見もある。